# Arabella longicirrata
Arabella longicirrata é uma espécie de anelídeo pertencente à família Oenonidae.
A autoridade científica da espécie é Hartmann-Schröder, tendo sido descrita no ano de 1979.
Trata-se de uma espécie presente no território português, incluindo a sua zona económica exclusiva.